# We Are the People (Martin Garrix)
We Are the People è un singolo del disc jockey e produttore discografico olandese Martin Garrix, pubblicato il 14 maggio 2021.
Il brano vede la partecipazione vocale del cantante irlandese Bono e del chitarrista e cantante gallese The Edge, entrambi membri degli U2, e rappresenta l'inno ufficiale del campionato d'Europa 2020.

## Descrizione
Secondo quanto dichiarato nel giorno della pubblicazione ufficiale del singolo, le origini del brano risalgono al 2019 quando, durante un bis concesso ai fan da parte del dj durante l'Amsterdam Dance Event, Garrix si è presentato sul palco con la Coppa Henri Delaunay in mano annunciando la sua collaborazione in qualità di artista ufficiale per il campionato d'Europa 2020, considerandolo come il più importante progetto della propria carriera.
Inizialmente prevista per la fine di aprile 2020, l'uscita del singolo è stata posticipata all'anno successivo in conseguenza allo slittamento di 12 mesi del campionato europeo a causa della pandemia di COVID-19.
Il 4 maggio 2021 l'artista ha annunciato, tramite un post pubblicato sui profili social ufficiali, il titolo (We Are the People) e la collaborazione con Bono e The Edge degli U2, e che sarebbe stato pubblicato il 14 maggio seguente, data del compleanno di Garrix. Quest'ultimo, inoltre, ha rivelato di aver tenuto segreto il progetto fino al giorno della pubblicazione.

## Tracce
1. We Are the People (feat. Bono e The Edge) (Official UEFA EURO 2020 Song) – 3:37 (testo: Albin Nedler, Dave Evans, Giorgio Tuinfort, Kristoffer Fogelmark, Martijn Garritsen, Paul David Hewson, Simon Edmund Carmody – musica: Albin Nedler, Dave Evans, Giorgio Tuinfort, Kristoffer Fogelmark, Martijn Garritsen)

## Formazione
Musicisti
- Bono – voce
- Pierre-Luc Rioux, The Edge – chitarra
- Giorgio Tuinfort – pianoforte
- Frank Van Essen – strumenti ad arco

Produzione
- Giorgio Tuinfort, Martin Garrix – produzione
- Martin Garrix – missaggio, mastering

## Classifiche

### Classifiche settimanali
| Classifica (2021) | Posizione massima |
| ----------------- | ----------------- |
| Austria           | 27                |
| Belgio (Fiandre)  | 6                 |
| Belgio (Vallonia) | 5                 |
| Croazia           | 3                 |
| El Salvador       | 4                 |
| Francia           | 89                |
| Germania          | 15                |
| Irlanda           | 74                |
| Islanda           | 16                |
| Italia            | 36                |
| Paesi Bassi       | 15                |
| Polonia           | 5                 |
| Portogallo        | 62                |
| Repubblica Ceca   | 72                |
| Romania           | 33                |
| Slovacchia        | 79                |
| Slovenia          | 34                |
| Svezia            | 47                |
| Svizzera          | 14                |

### Classifiche di fine anno
| Classifica (2021) | Posizione |
| ----------------- | --------- |
| Belgio (Fiandre)  | 63        |
| Belgio (Vallonia) | 75        |
| Islanda           | 57        |
| Paesi Bassi       | 94        |
| Polonia           | 87        |
| Svizzera          | 100       |